# Storia dell'energia nucleare
La storia dell'energia nucleare ha le sue origini nella seconda metà del XX secolo, quando in seguito alla fine della seconda guerra mondiale la ricerca si focalizzò sulle applicazioni civili della tecnologia nucleare.

## Origini

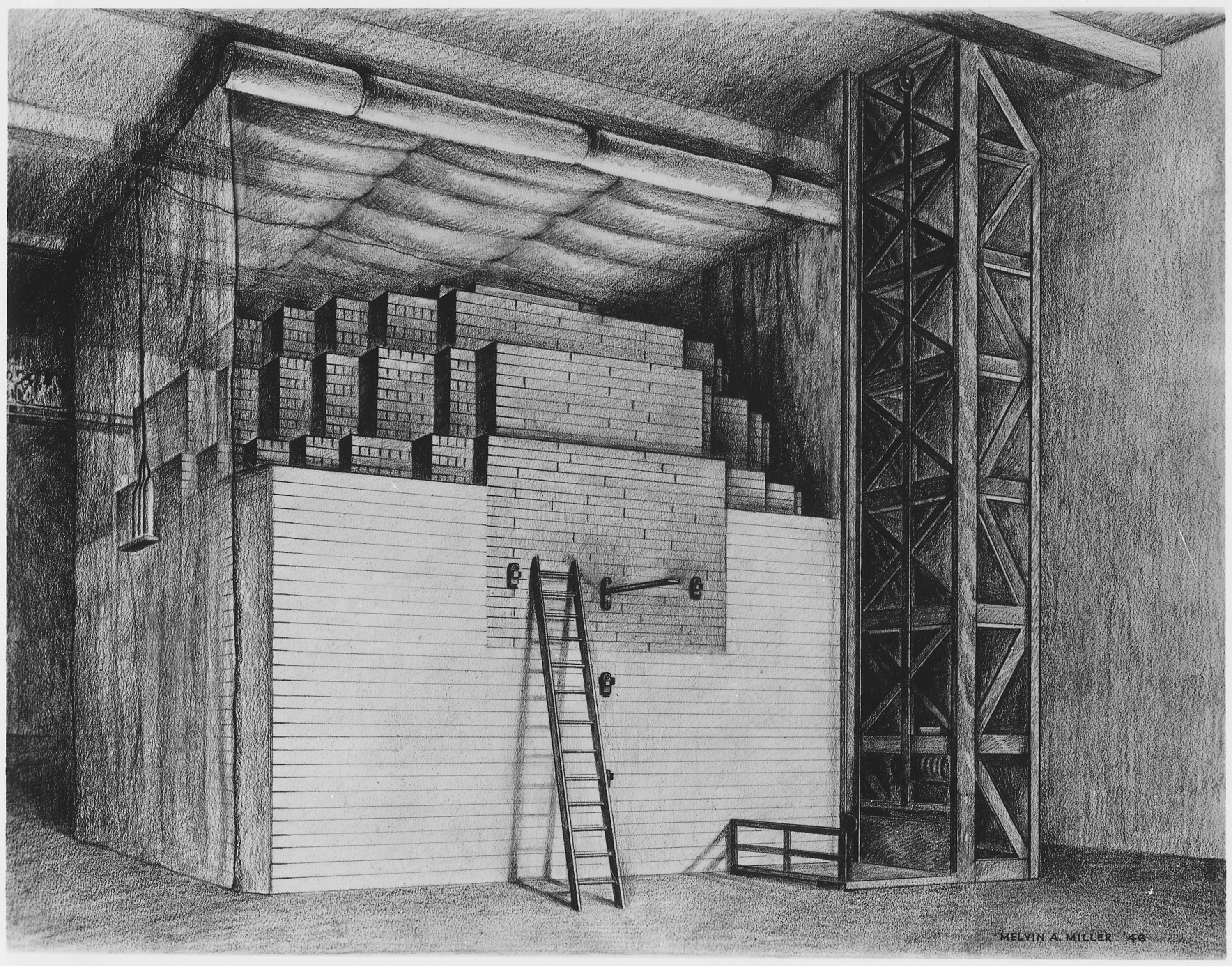
Disegno del reattore nucleare Chicago Pile-1

La fissione nucleare fu ottenuta sperimentalmente per la prima volta dal gruppo dei ragazzi di via Panisperna guidato da Enrico Fermi nel 1934 "bombardando" l'uranio con neutroni opportunamente rallentati con un blocco di paraffina. Tuttavia i fisici italiani non compresero correttamente il processo che avevano creato identificando erroneamente i prodotti di fissione con nuovi elementi transuranici la cui creazione spiegavano mediante decadimento beta. Nel 1938, praticamente nel periodo in cui Fermi era a Stoccolma a ritirare il premio Nobel, la spiegazione corretta del fenomeno venne descritta dai chimici tedeschi Otto Hahn e Fritz Strassmann, congiuntamente ai fisici austriaci Lise Meitner e Otto Robert Frisch. Essi determinarono che il neutrone, relativamente piccolo, è in grado di scindere il nucleo dei pesanti atomi di uranio in due parti pressoché uguali. Numerosi scienziati (tra i primi Leó Szilárd) compresero che le reazioni di fissione rilasciavano ulteriori neutroni, con il risultato di potere originare una reazione nucleare a catena in grado di autoalimentarsi. Gli scienziati in molte nazioni (inclusi gli Stati Uniti, il Regno Unito, la Francia, la Germania e l'URSS) furono spronati dai risultati sperimentali a chiedere ai loro rispettivi governi un supporto alla ricerca sulla fissione nucleare.
Fermi, recatosi a Stoccolma nel 1938 per ritirare il premio Nobel assegnatogli per la fisica, non rientrò in Italia a causa delle leggi razziali (sua moglie era ebrea) ed emigrò negli Stati Uniti d'America, così come gran parte delle personalità della fisica europea. A Chicago gli fu affidata la direzione della realizzazione del primo reattore nucleare, conosciuto come Chicago Pile-1, che entrò in funzione il 2 dicembre 1942. Famosa rimane la frase in codice con la quale fu comunicata alle autorità il successo dell'esperimento: «Il navigatore italiano ha raggiunto il nuovo mondo» parafrasando la scoperta dell'America da parte di Cristoforo Colombo. Questa attività fu condotta nell'ambito del progetto Manhattan, che portò anche alla costruzione di alcuni reattori a Hanford allo scopo di produrre plutonio da utilizzare per le prime armi nucleari (parallelamente fu approntato un piano di arricchimento dell'uranio).
Dopo la seconda guerra mondiale, il timore che la ricerca sui reattori nucleari potesse incoraggiare un rapido sviluppo di armi nucleari e l'opinione di molti scienziati che invece ritenevano occorresse un lungo periodo di sviluppo, spinsero i Governi a tenere sotto stretto controllo la ricerca in questo settore (celebre il carteggio tra Albert Einstein e il presidente statunitense Franklin Delano Roosevelt). La maggioranza delle ricerche sui reattori nucleari fu pertanto indirizzata a fini puramente militari e per diversi anni le principali scoperte nel campo delle applicazioni dell'energia atomica continuarono ad essere circoscritte alle armi con la realizzazione di migliaia di testate atomiche in grado di alimentare quel timore costante di una guerra nucleare tra superpotenze che fu la base della guerra fredda.

## Storia

### La guerra fredda

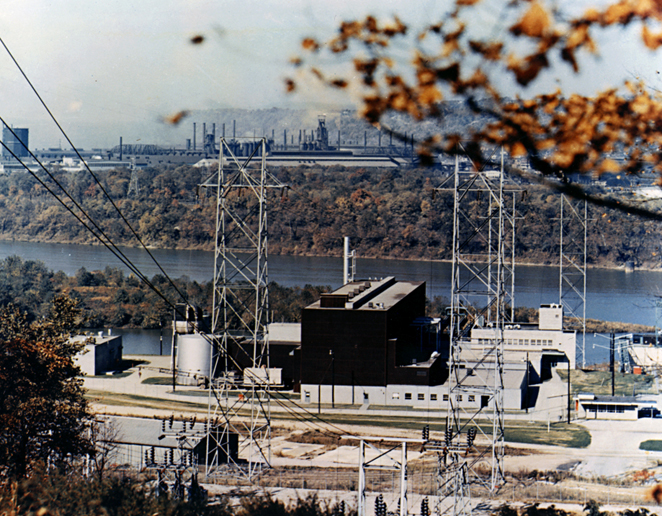
La centrale nucleare di Shippingport fu inaugurata nel 1957 e rappresentò il primo reattore commerciale statunitense.

A scopi puramente civili invece l'elettricità venne prodotta per la prima volta da un reattore nucleare il 20 dicembre 1951, alla stazione sperimentale EBR-I (Experimental Breeder Reactor I) vicino ad Arco, che inizialmente produceva circa 100 kW (fu anche il primo reattore a subire un incidente di parziale fusione del nocciolo nel 1955). Nel 1953 un discorso del presidente Dwight Eisenhower, «Atomi per la pace», enfatizzò l'utilizzo dell'atomo per scopi civili e sostenne un piano politico per porre in primo piano gli Stati Uniti in un'ottica di sviluppo internazionale del nucleare. Nel 1954 Lewis Strauss, presidente della United States Atomic Energy Commission, in un convegno di scrittori scientifici sostenne: «Non è troppo aspettarsi che i nostri figli usufruiranno nelle loro case di energia elettrica troppo economica per poter essere misurata». Il discorso pronunciato da Strauss nel 1954 contribuì ad alimentare il dibattito pubblico. A quei tempi il consenso politico ed economico sull'uso dell'energia nucleare era dettato dalla speranza di usufruire di energia più economica rispetto alle fonti energetiche convenzionali.

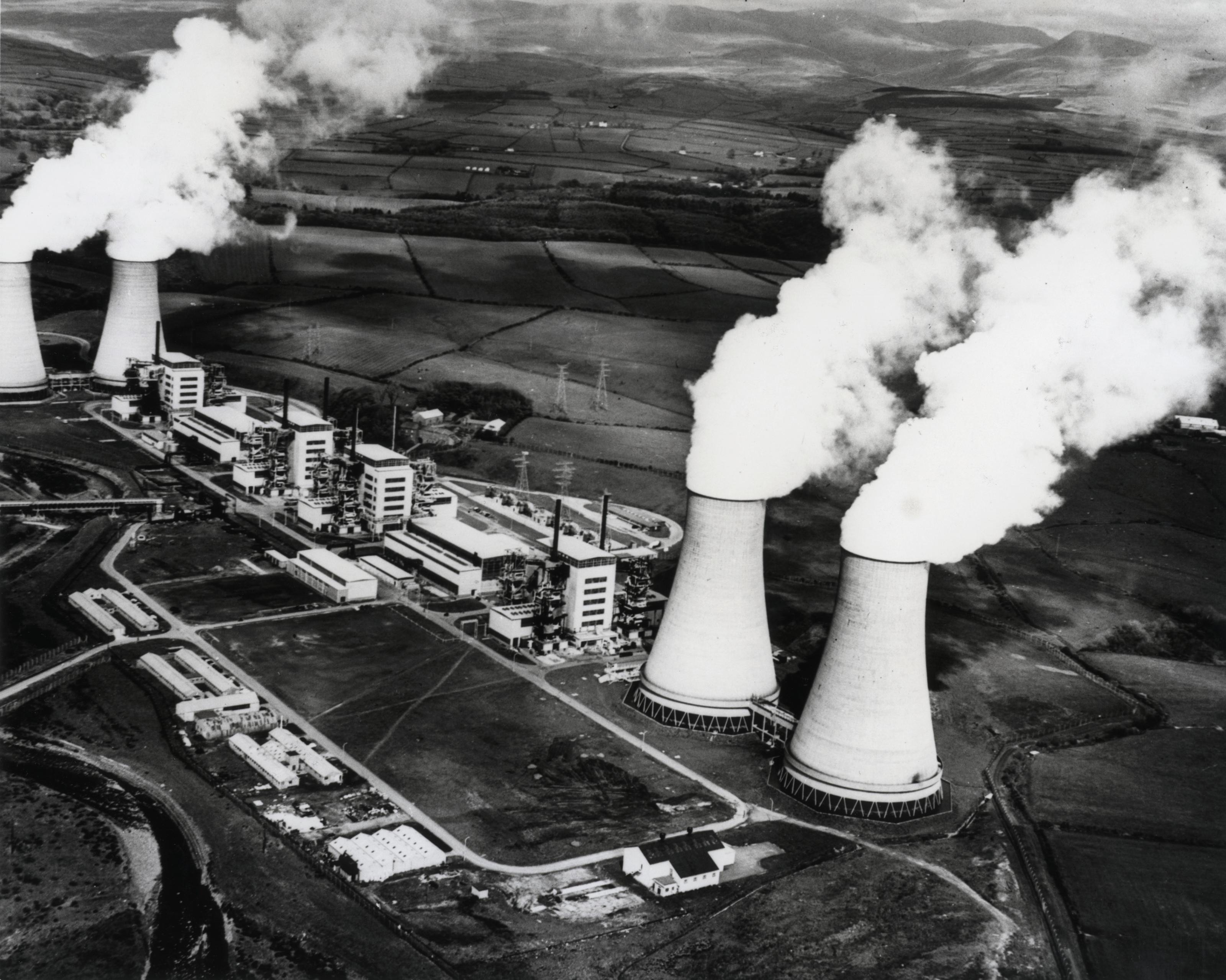
La centrale nucleare di Calder Hall aperta nel 1956 è stata la prima centrale nucleare commerciale

Il 27 giugno 1954, la centrale nucleare di Obninsk in Unione Sovietica è diventata la prima centrale nucleare al mondo a generare elettricità per una rete elettrica, producendo circa 5 MW di energia elettrica.
Una delle prime organizzazioni che svilupparono la tecnologia nucleare per la propulsione dei sottomarini e delle portaerei fu la Marina statunitense. Grande sostenitore di questa applicazione del nucleare fu l'ammiraglio Hyman Rickover, che tra l'altro sostenne anche la costruzione del reattore di Shippingport. La Marina Americana ha utilizzato più reattori nucleari di qualsiasi altra organizzazione, inclusa la Marina Sovietica. Il primo sottomarino nucleare, USS Nautilus (SSN-571), solcò i mari nel 1955. Enrico Fermi e Leo Szilard condivisero il brevetto U.S. Patent 2,708,656 nel 1955 per il primo reattore nucleare, garantendosi, sia pure tardivamente, per il loro lavoro svolto durante il progetto Manhattan.
Nel 1955 la "Prima Conferenza di Ginevra" delle Nazioni Unite, il più grande incontro mondiale di scienziati e ingegneri, si riunì per studiare la tecnologia. Nel 1957 venne creato l'EURATOM accanto alla Comunità Economica Europea (quella che successivamente divenne l'Unione Europea). Nello stesso anno nacque anche l'Agenzia internazionale per l'energia atomica (IAEA).
La prima centrale nucleare commerciale al mondo, Calder Hall a Windscale, in Inghilterra, è stata collegata alla rete elettrica nazionale il 27 agosto 1956 con una potenza iniziale di 50 MW (successivamente divenuti 200 MW). In comune con una serie di altri reattori di prima generazione, l'impianto aveva il duplice scopo di produrre elettricità e plutonio-239, quest'ultimo per il nascente programma di armi nucleari in Gran Bretagna. Il primo reattore nucleare operativo negli Stati Uniti fu invece il reattore di Shippingport, in Pennsylvania (dicembre 1957). Nel 1957 in Unione Sovietica avvenne alla centrale nucleare Majak il disastro di Kyštym.
In Italia un piccolo reattore nucleare termico omogeneo, chiamato "L-54 Enrico Fermi" venne costruito dalla Atomics International, divisione della North American Aviation di Los Angeles. L'impianto venne realizzato tra il 16 giugno 1958 (inizio scavi edificio reattore) ed il 29 ottobre 1960 (inaugurazione ufficiale), e gestito dal CeSNEF nel Politecnico di Milano, a scopo didattico e di ricerca fino al 1979, e alimentato con solfato di uranile; sviluppava una potenza termica di 100 kWtermici.
Un altro grave incidente avvenne nel 1968, quando uno dei due reattori raffreddati a metallo liquido a bordo del sottomarino sovietico K-27 subì un guasto all'elemento combustibile, con l'emissione di prodotti di fissione gassosi nell'aria circostante, provocando la morte di 9 membri dell'equipaggio e 83 feriti.
La crisi petrolifera del 1973 ha avuto un effetto significativo su paesi come Francia e Giappone, che avevano fatto più affidamento sul petrolio per la generazione di elettricità. Di conseguenza iniziarono ad investire nell'energia nucleare. Nel 2019 il 71% dell'elettricità francese è stata generata dall'energia nucleare, la percentuale più alta di qualsiasi nazione al mondo.
La potenza complessiva delle centrali nucleari aumentò velocemente, passando da meno di 1 GW nel 1960 a 100 GW nei tardi anni settanta e 300 GW nei tardi anni ottanta. Dalla fine del 1980 la potenza è andata crescendo molto più lentamente, raggiungendo i 366 GW nel 2005, con la maggiore espansione avutasi in Cina. Tra il 1970 e il 1990 furono in costruzione centrali per più di 50 GW di potenza, con un picco di oltre 150 GW tra il tardo 1970 e i primi anni ottanta; nel 2005 sono stati pianificati circa 25 GW di nuova potenza. Però più dei due terzi di tutti gli impianti nucleari programmati dopo il gennaio 1970 furono alla fine cancellati.
Verso la metà degli anni settanta il movimento anti-nucleare acquisì un fascino e un'influenza più ampi, anche in seguito all'incidente di Three Mile Island, e l'energia nucleare iniziò a diventare una questione di grande protesta pubblica. L'accresciuta ostilità pubblica nei confronti dell'energia nucleare ha portato a un processo di acquisizione delle licenze più lungo, regolamenti e maggiori requisiti per le attrezzature di sicurezza, che hanno reso le nuove costruzioni molto più costose.

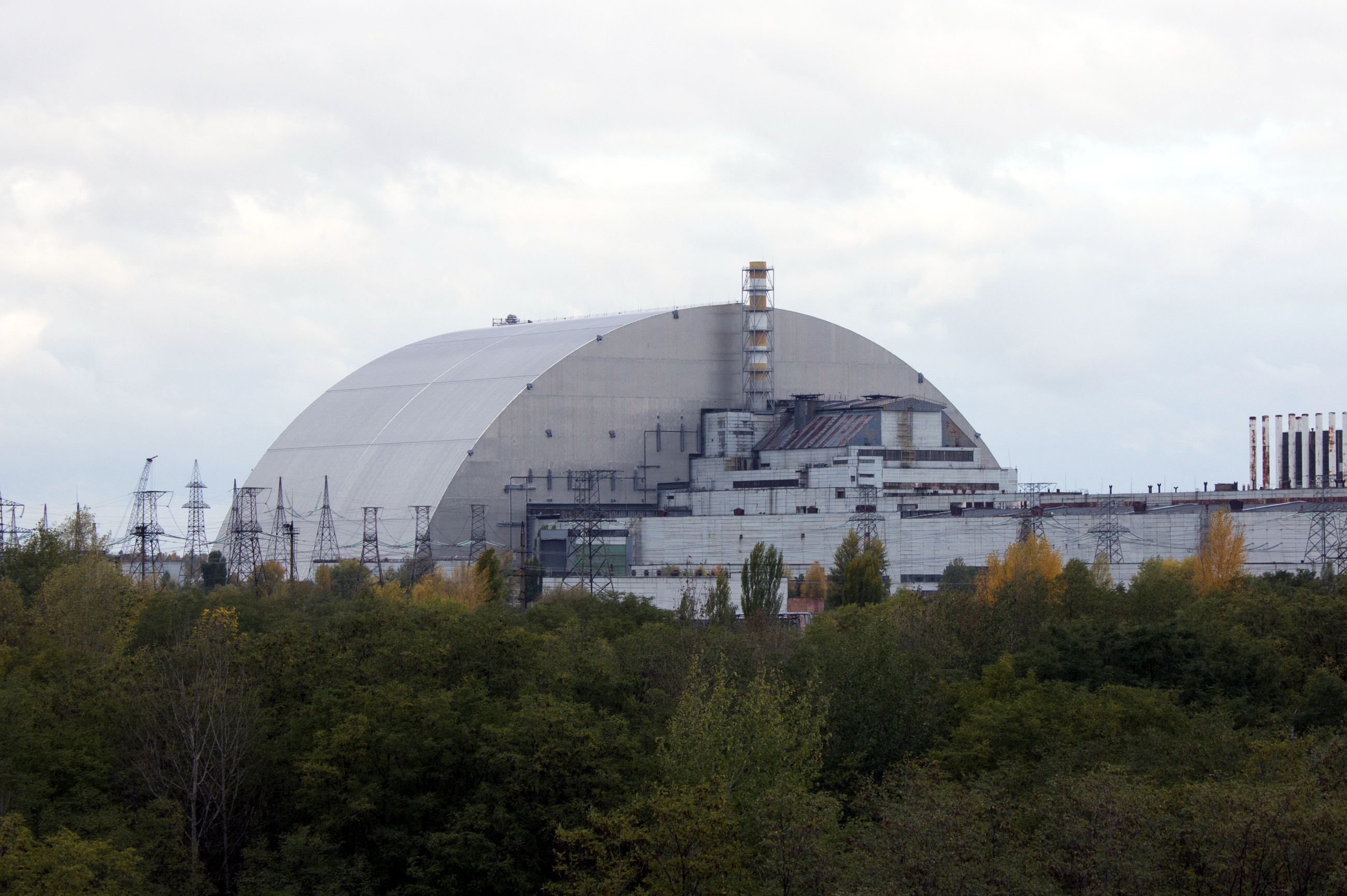
Sarcofago costruito sul reattore della centrale nucleare di Černobyl' per evitare che si disperdano ulteriori radiazioni

Il disastro di Černobyl' in URSS del 1986, che coinvolse un reattore RBMK, modificò lo sviluppo dell'energia nucleare e portò a una maggiore attenzione al rispetto degli standard internazionali di sicurezza e di regolamentazione. È considerato il peggior disastro nucleare della storia sia in termini di vittime totali, con 56 morti dirette, sia finanziariamente, con la pulizia e il costo stimato in 18 miliardi di rubli sovietici (68 miliardi di dollari nel 2019, al netto dell'inflazione). L'organizzazione internazionale per promuovere la consapevolezza della sicurezza e lo sviluppo professionale degli operatori negli impianti nucleari, la World Association of Nuclear Operators (WANO), è stata creata come conseguenza diretta dell'incidente di Černobyl'. Il disastro ha svolto un ruolo importante nella riduzione del numero di nuove costruzioni di impianti negli anni successivi.
In Irlanda, Nuova Zelanda e Polonia l'opposizione ha impedito lo sviluppo di programmi nucleari, mentre in Austria (1978) e Italia (1987 e 2011) un referendum ha bloccato l'utilizzo del nucleare. In Polonia l'opposizione trova la sua base nella politicamente potente organizzazione dei minatori, che è riuscita a far sospendere il progetto dei primi due nuovi reattori in Polonia. In Svezia (1980) un referendum ha interrotto un ulteriore sviluppo di questa fonte energetica. Ma, nel 2009, il governo svedese ha annunciato un accordo che consentiva il rimpiazzo dei reattori esistenti, in effetti terminando la moratoria.

### Età contemporanea

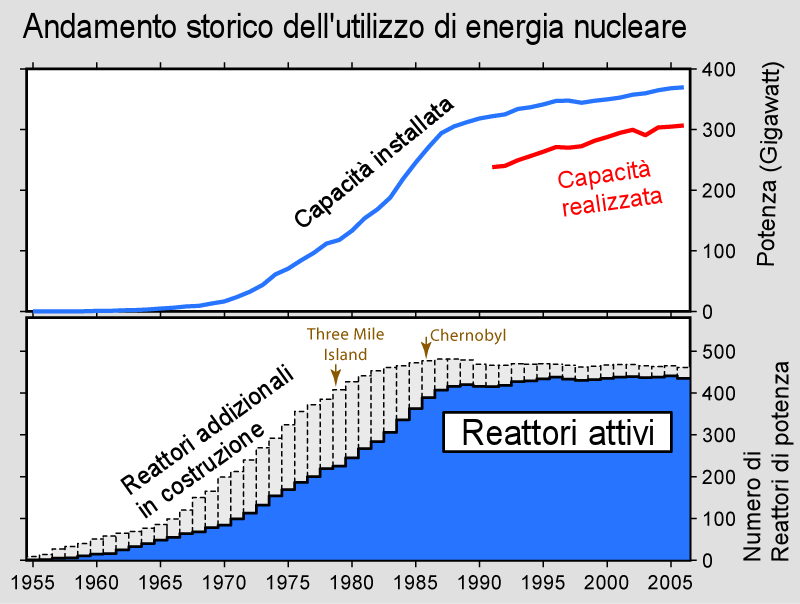
Andamento storico dell'utilizzo di energia nucleare (in alto) e del numero di centrali nucleari attive (in basso).

All'inizio degli anni 2000, ci si aspettava una serie di investimenti sia pubblici che privati, a causa delle preoccupazioni sulle emissioni di anidride carbonica. Durante questo periodo, i reattori di nuova generazione, come l'EPR, hanno iniziato la costruzione, anche se hanno riscontrato problemi e ritardi e hanno superato notevolmente il budget.

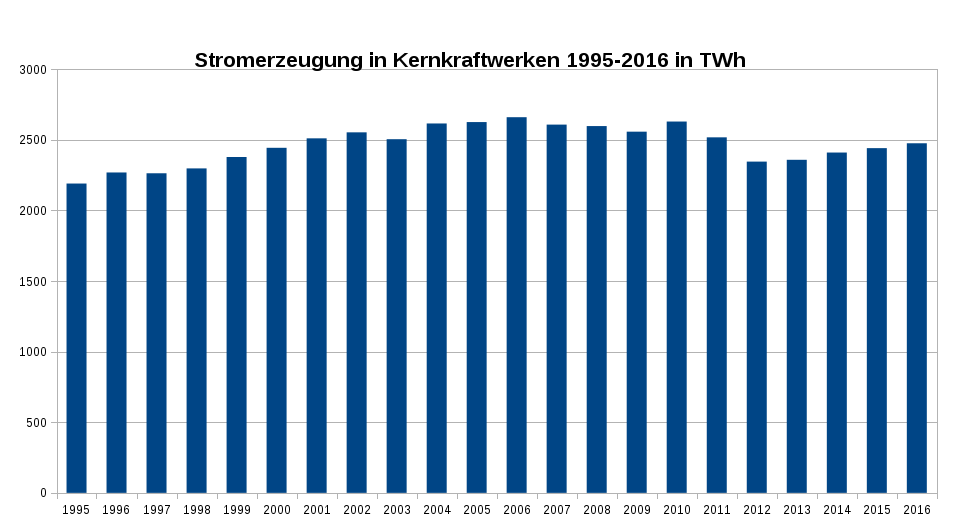
Produzione negli anni 1995-2016 in TWh

Molte nazioni restano particolarmente attive nello sviluppo dell'energia nucleare, tra le quali Cina e India, tutte attive nello sviluppo della tecnologie sia veloce sia termica; la Corea del Sud e gli Stati Uniti solamente nello sviluppo della tecnologia termica; e Sudafrica e Cina nello sviluppo di versioni di reattore nucleare modulare pebble bed (PBMR); anche Finlandia e Francia perseguono attivamente programmi nucleari. Negli Stati Uniti tre consorzi risposero nel 2004 alla sollecitazione del dipartimento dell'Energia degli Stati Uniti riguardante il "Programma di Energia Nucleare 2010" e furono compensati con fondi per la costruzione di nuovi reattori, tra cui un reattore di quarta generazione VHTR concepito per produrre sia elettricità che idrogeno. Nei primi anni del XXI secolo l'energia nucleare ha destato particolare interesse in Cina e India per sostenere il loro rapido sviluppo economico; entrambe stanno sviluppando reattori autofertilizzanti veloci. La politica energetica del Regno Unito riconosce la probabile futura carenza di approvvigionamento energetico, che potrà essere colmata dalla costruzione di nuove centrali nucleari o prolungando il tempo di vita degli attuali impianti esistenti.
I piani per un rinascimento nucleare fallirono nel 2011, a seguito del disastro nucleare di Fukushima Dai-ichi. Il disastro è stato causato da un grande tsunami innescato dal terremoto di Tōhoku, uno dei più grandi terremoti mai registrati. La centrale nucleare di Fukushima Dai-ichi ha subito tre crolli del nucleo a causa del guasto del sistema di raffreddamento di emergenza per mancanza di alimentazione elettrica. Ciò ha provocato l'incidente nucleare più grave dal disastro di Chernobyl. L'incidente ha indotto un riesame della sicurezza nucleare e della politica in materia di energia nucleare in molti paesi. La Germania ha approvato i piani per chiudere tutti i suoi reattori entro il 2022 e molti altri paesi hanno rivisto i loro programmi di energia nucleare. A seguito del disastro, il Giappone ha spento tutti i suoi reattori nucleari, alcuni dei quali in modo permanente, e nel 2015 ha iniziato un processo graduale per riavviare i restanti 40 reattori.
Entro il 2015, le prospettive dell'IAEA per l'energia nucleare erano diventate più promettenti, riconoscendo l'importanza della generazione di energia a basse emissioni di carbonio per mitigare il cambiamento climatico. A partire dal 2021, era prevista la costruzione di oltre 50 reattori nucleari in tutto il mondo, la Cina però ha costruito un numero significativamente inferiore di reattori rispetto a quanto originariamente previsto.

### Sviluppi futuri

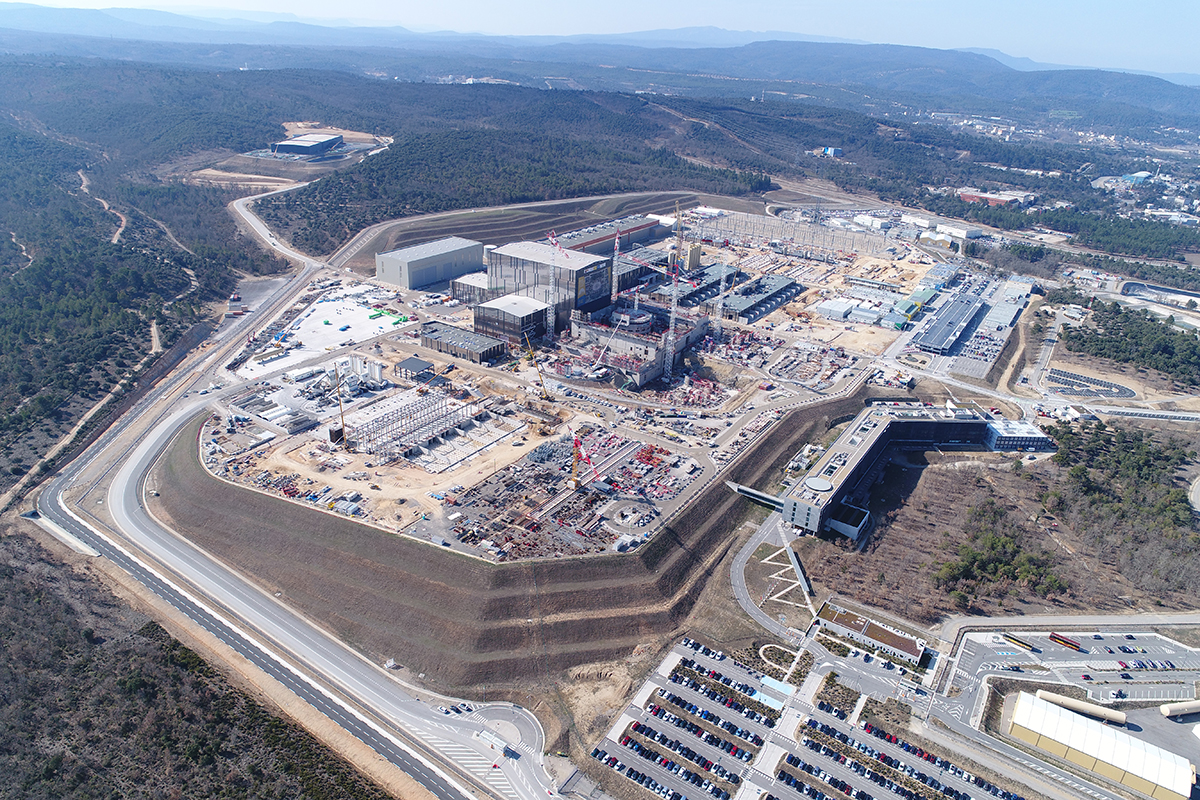
Il sito di costruzione di ITER

Il 24 ottobre 2007 è stato avviato un progetto internazionale di nome ITER che si prefigge la costruzione di un reattore nucleare a fusione per il 2025 e per il 2035 di sostenere la prima reazione di fusione nucleare controllata. Il progetto successore, DEMO, darà vita alla prima centrale nucleare a fusione del mondo dalla quale sarà possibile ricavare energia elettrica. La prima centrale nucleare a fusione sarà realisticamente pronta a dopo il 2050.
L'annichilazione particella-antiparticella è ancora molto lontana dal suo sfruttamento per la produzione di energia elettrica, anche se viene attualmente usata in medicina diagnostica attraverso la tomografia ad emissione di positroni (PET).